# Fontecha (Campoo de Enmedio)
Fontecha es una localidad del municipio cántabro de Campoo de Enmedio (España). En 2024 tenía 35 habitantes (INE). Se encuentra a una altitud de 1.036 m s. n. m., en la parte norte del municipio. Dista 8 kilómetros de la capital municipal, Matamorosa. Desde esta población puede ascenderse al pico El Raposo, cumbre de 1.419 m s. n. m., en la divisoria cantábrica. Hay un lote de caza mayor que forma parte de la Reserva Nacional de Caza del Saja, llamado «Lote Gustio de Fontecha».

## Patrimonio
De su patrimonio destaca la iglesia parroquial, del siglo XVI, con un retablo del siglo XVIII.

## Historia

### SigloXIX
Así se describe a Fontecha en la página 132 del tomo VIII del Diccionario geográfico-estadístico-histórico de España y sus posesiones de Ultramar, obra impulsada por Pascual Madoz a mediados del siglo XIX:

FONTECHA

Lugar en la provincia de Santander, partido judicial de Reinosa, diócesis, audiencia territorial y capitanía general de Burgos, ayuntamiento de Enmedio.
Situado en la hermandad de este nombre, en terreno algo llano.
Su clima es frío; sus enfermedades más comunes pulmonías y catarros.
Tiene iglesia parroquial (San Cipriano), servida por un cura, y buenas aguas potables.
Confina N Argüeso; E Lantueno; S Fresno, y O Camino.
El terreno es de mediana calidad, aunque montañoso en su mayor parte, y le fertilizan las aguas de un arroyo que nace en el término.
Los caminos son locales.
Producciones: granos, cereales, legumbres y pastos; cría ganados y alguna caza.
Población: 18 vecinos, 80 almas.

Contribución: con el ayuntamiento.